# 129187 Danielalfred
129187 Danielalfred è un asteroide della fascia principale. Scoperto nel 2005, presenta un'orbita caratterizzata da un semiasse maggiore pari a 2,597687 UA e da un'eccentricità di 0,129924, inclinata di 29,183334° rispetto all'eclittica.
Fa parte della famiglia di asteroidi Brucato.